# Лапин, Александр Николаевич
Алекса́ндр Никола́евич Ла́пин (1923—2001) — советский военный деятель. Участник Великой Отечественной войны. Герой Советского Союза (1943). Полковник.

## Биография
Родился 18 июля 1923 года в селе Фоминское Верхотурского уезда Екатеринбургской губернии (ныне — Махнёвское муниципальное образование, Свердловская область) в крестьянской семье Николая Афанасьевича и Клавдии Яковлевны Лапиных. Русский.
В раннем детстве с родителями переехал в поселок Сосьва Свердловской области, где закончил пять классов сельской школы (ныне школа № 4). Восьмилетку окончил в городе Серове в школе № 17. В 1940 году поступил в металлургический техникум.
В ряды Рабоче-крестьянской Красной Армии призван Серовским районным военкоматом 15 июля 1941 года и направлен в Камышловское военное пехотное училище. В январе 1942 года лейтенант А. Н. Лапин получил назначение в 167-ю стрелковую дивизию, формирование которой шло в городе Сухой Лог Свердловской области, и принял под командование пулемётный взвод 465-го стрелкового полка. Летом 1942 года дивизия, в которой служил лейтенант Лапин, была переброшена на Брянский фронт и включена в состав оперативной группы генерал-лейтенанта Н. Е. Чибисова. В боях с немецко-фашистскими захватчиками Александр Николаевич с июля 1942 года. Боевое крещение принял в бою за село Малая Верейка Воронежской области. Затем участвовал в оборонительных боях на Дону севернее Воронежа. Был тяжело ранен и эвакуирован в госпиталь.
После выздоровления лейтенант А. Н. Лапин был назначен командиром пулемётного взвода 2-го стрелкового батальона 957-го стрелкового полка 309-й стрелковой дивизии. 10 августа дивизия была включена в состав 52-го стрелкового корпуса 40-й армии Воронежского фронта. С 13 августа 1943 года Александр Николаевич в составе своего подразделения участвовал в Белгородско-Харьковской операции Курской битвы и Сумско-Прилукской операции Битвы за Днепр, освобождал города Лебедин, Лохвицу и Пирятин. Особо отличился при форсировании Днепра и в боях за плацдарм на его правом берегу, получивший название Букринского.
В ночь на 24 сентября 1943 года взвод лейтенанта Лапина под шквальным огнём противника в числе первых начал форсирование Днепра у села Балыко-Щучинка Киевской области Украинской ССР. Лодка, в которой находился лейтенант Лапин, недалеко от правого берега была прошита пулемётной очередью и затонула вместе со станковым пулемётом. Проявив упорство, Александр Николаевич сумел в холодной воде обнаружить пулемёт и вытащить его на берег. При закреплении плацдарма взвод лейтенанта Лапина умело поддерживал наступающие стрелковые подразделения огнём и обеспечил овладение населённым пунктом Балыко-Щучинка. Закрепившись в селе, пулемётчики Лапина в течение трёх суток отражали яростные контратаки врага, нанеся ему большие потери и обеспечив тем самым удержание плацдарма. Когда из строя вышел расчёт одного из станковых пулемётов, Александр Николаевич сам лёг за «Максим» и лично уничтожил до 70 солдат противника. За успешное форсирование реки Днепр южнее Киева, прочное закрепление плацдарма на западном берегу реки Днепр и проявленные при этом отвагу и геройство указом Президиума Верховного Совета СССР от 23 октября 1943 года лейтенанту Лапину Александру Николаевичу было присвоено звание Героя Советского Союза.
В дальнейшем принимал участие в тяжёлых боях за расширение плацдарма, затем сражался за освобождение Правобережной Украины. В январе 1944 года во время Житомирско-Бердичевской операции он был вторично ранен и до мая 1944 года находился в госпитале. После излечения Александра Николаевича перевели во внутренние войска НКВД СССР, а затем направили на курсы при наркомате внутренних дел, которые окончил в 1945 году.
В 1951 году окончил Военный институт МГБ СССР, после чего до 1970 года служил в войсках Министерства охраны общественного порядка Украинской ССР. В отставку вышел в звании полковника.
Жил в городе Черкассы. Скончался 5 июля 2001 года. Похоронен в Черкассах.

## Награды и звания
- Медаль «Золотая Звезда» (23 октября 1943);
- орден Ленина (23 октября 1943);
- орден Отечественной войны I степени — дважды (19.10.1943; 06.04.1985);
- медали.

## Документы
- Общедоступный электронный банк документов «Подвиг Народа в Великой Отечественной войне 1941—1945 гг.» Дата обращения: 4 марта 2012. Архивировано из оригинала 13 марта 2012 года.

Герой Советского Союза. Дата обращения: 28 мая 2013. Архивировано 28 мая 2013 года.
Указ Президиума Верховного Совета СССР. Дата обращения: 28 мая 2013. Архивировано 28 мая 2013 года.
Список награждённых. Дата обращения: 28 мая 2013. Архивировано 28 мая 2013 года.
Орден Отечественной войны 1-й степени (1943). Дата обращения: 28 мая 2013. Архивировано 28 мая 2013 года.